# Normal People (Fernsehserie)
Normal People ist eine irische Coming-of-Age (Jugendfilm) -Miniserie, die von Element Pictures für die Streaming-Services BBC Three und Hulu produziert wurde. Die Serie basiert auf dem gleichnamigen Roman Normale Menschen von Sally Rooney. Die Serie wurde am 26. April 2020 über BBC Three im Vereinigten Königreich veröffentlicht und wöchentlich auf BBC One ausgestrahlt. In Irland erschien die Miniserie am 28. April 2020 auf dem Sender RTÉ One. In den USA wurde Normal People am 29. April 2020 über den Streaming-Dienst Hulu veröffentlicht. Die deutsche Premiere folgte am 4. August 2023 auf ZDFneo und in der ZDFmediathek.

## Inhalt
Die Serie begleitet Marianne Sheridan und Connell Waldron während ihrer Zeit in der weiterführenden Schule in County Sligo an der irischen Atlantikküste und später als Studenten am Trinity College Dublin.
Im Mittelpunkt steht die komplexe Beziehung von Connell und Marianne. Unter ihren Mitschülern gilt Marianne als Sonderling und ihr Alltag wird durch ihre abweisende Mutter Denise und ihren Bruder Alan erschwert. Connell ist ein sportlicher, leistungsstarker Schüler, der bei seiner alleinerziehenden Mutter Lorraine lebt, die bei Denise als Putzfrau angestellt ist. Im Laufe der Serie entwickeln sich Marianne, Connell und ihre Beziehung weiter.

## Besetzung

### Hauptdarsteller
- Daisy Edgar-Jones als Marianne Sheridan, eine Studentin aus einer wohlhabenden Familie, die fleißig und direkt ist. Sie beginnt eine Beziehung mit Connell, die sie zunächst geheim halten will. Später besucht sie das Trinity College Dublin und studiert Geschichte und Politik. Marianne kämpft mit der Anerkennung durch ihre Familie und mit romantischen Beziehungen.
- Paul Mescal als Connell Waldron, ein beliebter, sportlicher und akademisch begabter Student. Seine Mutter arbeitet als Reinigungskraft für Mariannes Familie. Er weiß nicht, was er vom Leben will und beschließt, Mariannes Vorschlag zu folgen und sich am Trinity College für ein Studium der Anglistik zu bewerben.

### Nebendarsteller
- Sarah Greene als Lorraine Waldron, Connells alleinerziehende Mutter, die als Putzfrau bei den Sheridans angestellt ist. Sie und Connell haben ein enges Verhältnis zueinander.
- Aislin McGuckin als Denise Sheridan, Mariannes alleinstehende, wohlhabende Mutter, die als Anwältin arbeitet. Sie ist Marianne gegenüber abweisend.
- Éanna Hardwicke als Rob Hegarty, ein enger Freund und Schulkamerad von Connell. Er begeht im Laufe der Serie Suizid.
- Frank Blake als Alan Sheridan, Mariannes Bruder, der Marianne verbal und körperlich misshandelt.
- Eliot Salt als Joanna, eine enge Freundin, die Marianne am Trinity College kennenlernt.
- India Mullen als Peggy, eine Freundin von Marianne am College, die ebenfalls aus wohlhabenden Verhältnissen stammt.
- Desmond Eastwood als Niall, Connells Mitbewohner am College. Er und Marianne freunden sich an und er bestärkt die Beziehung von Connell und Marianne.
- Sebastian De Souza als Gareth, Connells Klassenkamerad, ein Verfechter der freien Meinungsäußerung und Mariannes erste Beziehung am College.
- Fionn O’Shea als Jamie, der zu Mariannes Freundeskreis am Trinity College gehört und in sie verliebt ist.
- Leah McNamara als Rachel Moran, eine Schulkameradin von Marianne und Connell und Teil von Connells sozialem Umfeld. Sie und Connell hatten einmal eine flüchtige Liebesbeziehung. Connell lädt sie anstelle von Marianne zum Debs-Fest ein.
- Seán Doyle als Eric, einer von Connells Schulfreunden.
- Niamh Lynch als Karen, eine Mitschülerin von Marianne, die vergleichsweise nett zu ihr ist.
- Kwaku Fortune als Philip, ein Freund von Marianne am College.
- Clinton Liberty als Kiernan.
- Aoife Hinds als Helen Brophy, Connells Freundin am College.
- Lancelot Ncube als Lukas, Mariannes Freund in Schweden.
- Noma Dumezweni als Gillian, Connells Therapeutin.

## Episodenliste
| Nr. | Deutscher Titel   | Originaltitel | Zusammenfassung | Regie            | Drehbuch                  |
| --- | ----------------- | ------------- | --- | ---------------- | ------------------------- |
| 1   | Anziehung         | Episode 1     | An einer weiterführenden Schule in der Grafschaft County Sligo im ländlichen Irland entsteht eine Freundschaft zwischen dem beliebten Sportler Connell und der Außenseiterin Marianne, die sich bald zu einer intensiven Affäre entwickelt. Connell lebt mit seiner gütigen Mutter in einfachen Verhältnissen, während Marianne in einem Herrenhaus mit ihrer distanzierten, vielbeschäftigten Mutter und ihrem hasserfüllten Bruder lebt. Connells Mutter arbeitet als Haushälterin für Mariannes Mutter. Marianne konfrontiert Connell mit ihren Gefühlen für ihn und sie küssen sich, aber er ist aufgrund des gesellschaftlichen Drucks unsicher und hält ihre Bekanntschaft geheim. | Lenny Abrahamson | Sally Rooney, Alice Birch |
| 2   | Druck             | Episode 2     | Connells und Mariannes Beziehung intensiviert sich. Connell und Marianne haben Sex, und sie kommen sich immer näher. Connell ignoriert sie jedoch weiterhin in der Schule. Marianne tut so, als sei das in Ordnung, aber das belastet ihre Beziehung. Connell und seine Mutter stehen sich sehr nahe, im Gegensatz zu den Spannungen zwischen Marianne und ihrer Familie, die weiter zunehmen. | Lenny Abrahamson | Sally Rooney, Alice Birch |
| 3   | Feigheit          | Episode 3     | Als sich ihre Schulzeit dem Ende zuneigt, trennt sich Marianne von Connell nach einem verletzenden Verrat. Marianne taucht auf einer Party auf und überrascht alle mit ihrem Aussehen, da sie sich schick gemacht hat. Nach einer verletzenden Begegnung auf der Party fährt Connell sie nach Hause, und sie versöhnen sich. Connell lädt Marianne nicht zum Debs ein, da er immer noch glaubt, dass seine Freunde auf ihn herabschauen würden. Marianne bleibt am Abend des Debs zu Hause. Während des Balls erzählt Connells guter Freund Rob ihm, dass er von der Beziehung weiß und er es ihnen hätte erzählen können. Später in der Nacht bricht Connell weinend zusammen, während er allein durch die Straßen von Sligo läuft.                                                                                         | Lenny Abrahamson | Sally Rooney, Alice Birch |
| 4   | Wiedersehen       | Episode 4     | Monate später kommt Connell im Trinity College in Dublin an. In seiner neuen Wohngemeinschaft trifft er auf Niall. Obwohl er sich bemüht, findet er keinen Anschluss bei den wohlhabenden und eloquenten Mitstudenten. Trotzdem kommt er der Einladung von seinem Kommilitonen Gareth nach und erscheint auf seiner Party. Dort trifft er auf Marianne, die mittlerweile mit Gareth in einer Beziehung ist. Während Connell Schwierigkeiten hat, sich in die neue Umgebung einzufügen, hat Marianne im Gegensatz zu ihrer Schulzeit einige Freunde gefunden. | Lenny Abrahamson | Sally Rooney, Alice Birch |
| 5   | Verzeihen         | Episode 5     | Marianne und Connell treffen sich nun öfter in Dublin. Sie stellt ihm ihren Freundeskreis vor. Connell entschuldigt sich dafür, wie er sie früher behandelt hat, was Marianne dazu bringt, an ihrer scheinbar starken Beziehung zu Gareth zu zweifeln. Nachdem sie darüber nachgedacht hat, trennt sie sich abrupt von ihm und schläft kurz nach der Rückkehr von einer Party mit Connell. | Lenny Abrahamson | Sally Rooney, Alice Birch |
| 6   | Missverständnis   | Episode 6     | Connells und Mariannes erneuerte Beziehung blüht auf. Marianne kommt zum Familienessen nach Hause, das wegen der erneuten Beschimpfungen ihres Bruders in Tränen ausartet. Connell verliert seinen Nebenjob und kann seine Miete nicht mehr bezahlen. Da er sich nicht dazu durchringen kann, Marianne zu bitten, bei ihr zu wohnen, muss er zurück nach Sligo ziehen. Ihre Beziehung findet ein abruptes Ende. | Lenny Abrahamson | Sally Rooney, Alice Birch |
| 7   | Verpasste Chancen | Episode 7     | Connell verbringt seine Tage in Sligo mit alten Freunden. In der Zwischenzeit beginnen Marianne und Jamie eine Beziehung. Marianne und Connell nehmen ihre Freundschaft wieder auf. Marianne erzählt ihm, dass Jamie auf Sadomasochismus steht, und behauptet, dass auch sie solche Praktiken möge. Zurück in Dublin erfahren Connell und Marianne, dass sie in ein renommiertes Förderprogramm aufgenommen wurden. Während Marianne danach mit ihren Freunden und Jamie feiert, taucht Connell blutig und betrunken auf, nachdem er überfallen wurde. Marianne fordert Connell auf zu gehen, nachdem er ihr von seiner neuen Freundin Helen erzählt hat. Connell und Marianne sprechen über ihre Trennung und stellen fest, dass es sich um ein Missverständnis handelte. Connell geht nach Hause zu seiner Freundin Helen. | Hettie Macdonald | Alice Birch               |
| 8   | Spannungen        | Episode 8     | Connell und Niall haben den Sommer als Rucksacktouristen reisend in Kontinentaleuropa verbracht. Sie besuchen Mariannes Sommerhaus auf dem italienischen Land in Stimigliano, wo auch Jamie und Peggy ihren Urlaub verbringen. Während des Abendessens wird Jamies kontrollierendes und missbräuchliches Verhalten für alle offensichtlich, und die Marianne und er kommen an einen Punkt, an dem sie zusammenbrechen. Marianne wendet sich an Connell, um Schutz zu suchen, und sie verbringt die Nacht in seinem Zimmer, wo er sie tröstet. | Hettie Macdonald | Alice Birch               |
| 9   | Toxisch           | Episode 9     | Marianne ist im Rahmen des Erasmus-Studentenaustauschprogramms in Schweden, wo sie sich in einer weiteren ungesunden Beziehung mit einem schwedischen Mann namens Lukas befindet. In Dublin genießt Connell eine unkomplizierte Partnerschaft mit Helen, zieht jedoch ihren Zorn auf sich, da er sich um Mariannes Wohlergehen sorgt. Während einer Fotosession, bei der Lukas Bondage-Fotos von Marianne macht, wird sie wütend und trennt sich von ihm. | Hettie Macdonald | Alice Birch               |
| 10  | Depression        | Episode 10    | Nachdem Rob in der Silvesternacht Suizid begeht, leidet Connells psychische Gesundheit. Er fährt zur Beerdigung nach Sligo zurück, wo er wieder auf Marianne trifft. Er distanziert sich zunehmend von Helen, die ihn schließlich verlässt. Marianne bleibt sein Rettungsanker. Er geht zu einer Therapeutin, die ihm hilft, mit seinen Gefühlen umzugehen, und er vertieft seine Beziehung zu Marianne trotz der Entfernung durch Videoanrufe. | Hettie Macdonald | Alice Birch               |
| 11  | Heilung           | Episode 11    | In Sligo probieren Marianne und Connell sich wieder an einer Freundschaft. Die Dinge spitzen sich zwischen Marianne und Alan zu, und er bricht ihr die Nase. Sie bittet Connell um Hilfe, der daraufhin droht, Alan zu töten, wenn er Marianne noch einmal anrührt, bevor er sie mitnimmt und ihr verspricht, dass sie nie wieder so misshandelt werden wird. | Hettie Macdonald | Mark O’Rowe               |
| 12  | Liebe             | Episode 12    | Im Abschlussjahr in Trinity sind Marianne und Connell wieder zusammen. Er lädt sie ein, Weihnachten mit seiner Familie zu verbringen, wo sie Trost in einer gesunden Familiendynamik findet. Währenddessen hat Mariannes Beziehung zu ihrer Mutter einen Tiefpunkt erreicht. Connell erhält das Angebot, ein Jahr lang an einem Master-Studiengang in New York teilzunehmen, was die beiden dazu veranlasst, über ihre gemeinsame Zukunft nachzudenken. Connell beschließt schließlich, das Angebot mit Mariannes Unterstützung anzunehmen, obwohl sie sich weigert, mit ihm mitzukommen, da sie mit ihrem Leben in Dublin zufrieden ist. Marianne und Connell bekräftigen ihre Liebe zueinander und vereinbaren, in einem Jahr zu sehen, wo sie stehen.                                                                     | Hettie Macdonald | Alice Birch               |

## Produktion
Die Dreharbeiten begannen vor Ort in County Sligo und Dublin im Mai 2019.
Szenen in der fiktiven Stadt Carricklea waren hauptsächlich in Tubbercurry gefilmt, während Streedagh Point am irischen Wild Atlantic Way für Strandszenen und Knockmore House in Enniskerry, County Wicklow für den Wohnsitz der Sheridans verwendet wurde. Ein Reihenhaus in Shankill, einem Vorort von Dublin, wurde für den Wohnsitz der Waldrons verwendet, und die Hartstown Community School in Clonsilla für die Szenen in der Sekundarschule mit echten Schülern im Hintergrund.
Studierende des Trinity College Dublin waren ebenfalls bei den Dreharbeiten an der Universität in der Serie zu sehen. Die Szenen in Mariannes Dubliner Wohnung wurden in der Wellington Road in der wohlhabenden Gegend von Ballsbridge gedreht.
Die Dreharbeiten im italienischen Sommer fanden in Mittelitalien statt, vor allem in und um Sant'Oreste, Stimigliano und in der Villa Il Casale auf der Tenuta di Verzano in Latium (die Szenen spielen im Roman in Triest). Mit den Dreharbeiten für die Schwedenszenen in Luleå wurde bis Februar 2020 gewartet, damit Schnee liegt und die Ostsee zugefroren ist.

### Musik
- Episode 1 endet mit dem Lied „Warped Windows“ von Anna Mieke.
- Episode 2 beginnt mit dem Lied „Did It To Myself“ von Orla Gartland und endet mit dem Song „Angeles“ von Elliott Smith.
- Episode 3 endet mit dem Lied „Only You“ von Alison Moyet.
- Episode 4 endet mit dem Lied „Undertow“ von Lisa Hannigan.
- Episode 5 endet mit dem Lied „Make You Feel My Love“, gecovert von Ane Brun.
- Episode 6 beginnt mit dem Lied „Too Much“ von Carly Rae Jepsen.
- Episode 7 endet mit dem Lied „Metrona“ von The Sei.
- Episode 8 endet mit dem Lied „Love Will Tear Us Apart“, gecovert von Nerina Pallot.
- Episode 9 beginnt mit dem Lied „Rare“ von Selena Gomez.
- Episode 10 endet mit dem Lied „Everything I Am Is Yours“ von Villagers.
- Episode 11 endet mit dem Lied „Strange Weather“ von Anna Calvi featuring David Byrne.
- Episode 12 endet mit dem Lied „Sometimes“ von Goldmund.